# 自行車高速公路
自行車高速公路是指路面平坦寬闊、專門用於騎自行車的城市間交通線路。虽然线路兩邊不是全封閉的，但因为全程沒有交叉路口，所以不用設置紅綠燈。

## 優點
由于自行車高速公路禁止行人行走及汽车行驶，不仅方便了骑车人能以极快的速度在两个城市间往来，而且还鼓励了民众绿色出行并减少二氧化碳的排放。建设自行車高速公路，还使市民能更加快速、安全騎自行車上班，並改善了騎車環境，幫助减缓了交通擁堵。

## 部分國家的自行車高速公路

### 德國
杜伊斯堡和哈姆市之間已經規劃了一條100公里長的快速骑行路線，其中第一部分於2015年完工。道路部分使用廢棄的鐵路路廊，為全封閉式道路，並設有交流道。
此外，還計劃通過30公里長的自行車路線將亞琛與荷蘭小鎮海爾倫連接起來，這條路線即是亞琛自行車公路（Radschnellweg StädteRegion Aachen）。

### 荷蘭
荷蘭於2006年開始建設自行車公路。交通及水運部2010年8月宣布，計劃在幾年內再投資2,500萬歐元，用於建設自行車高速公路。增設自行車高速公路之後，预计将有5%的上班族会放棄開汽車，而改為騎自行車上班。目前荷蘭全國已有阿姆斯特丹至烏得勒支、布雷達至埃滕勒爾等5條自行車高速公路。計劃建設中的自行車高速公路包括海牙至萊頓、阿納姆至奈梅亨的線路等。荷蘭因為政府大力鼓勵民眾使用自行車出行，且民眾環保意識較強等原因，已成为自行车使用密度最大的几个国家之一。

### 英國
英國，为方便人们以自行车往返住所和办公室，该国的建筑师已经提供相关方案用以建造自行车高速公路，预计20年后建成。據了解，第一期規劃将有10條線路，總長度約220公里，其高速網路將從倫敦市中心往外延伸，並以高架桥的形式(約3層樓高)沿著普通鐵路構建，方便铁路和自行車高速公路能夠同時並行。

### 中华人民共和国
于2017年1月，中国大陆首条“自行车高速公路”——厦门云顶路自行车快速道已经开通运营，在各站点还有共享自行车供市民骑行该道全长7.5公里设计了11个出入口，其中，有6处和BRT站点衔接、3处与人行天桥衔接、4处与路口的建筑衔接，其中部分出入口重复计算。另外，该示范段还将与11个普通公交站点接驳，未来地铁建成后，在地铁的2处站点，可供骑自行车的市民换乘。